# Битка код Грансона
Битка код Грансона вођена је 2. марта 1476. године између бургундске војске под Карлом Смелим са једне и војске Старе швајцарске конфедерације. Део је Бургундских ратова, а завршена је победом Швајцараца.

## Битка
Након склапања мира са Француском, на бојном пољу против Карла Смелог остали су још само Швајцарци. Након заузећа Лорене (укључујући и град Нанси), Карло Смели је покренуо војску на југ ка Швајцарској. Верујући да ће својом професионалном војском поразити бројчано јаче Швајцарце, Карло Смели се неопрезно увукао у бој. Његова војска бројала је 14.000 људи. Швајцарце је предводио Николаус Шарнахтал. Њихова војска бројала је око 19.000 људи. Швајцарски четвртасти построји издржали су ватру Карлове јаке артиљерије. Потом су одбили напад Карлове коњице са бочне стране. Бургундска војска се након тог неуспеха повукла у паници. На бојном пољу остала је сва бургундска артиљерија. Обострани људски губици били су мали. Карло Смели се повукао у Лозану где је реорганизовао своју војску.